# Giorgetto Giugiaro
Giorgetto Giugiaro (nacido el 7 de agosto de 1938 en Garessio, provincia de Cuneo, Piamonte) es un diseñador de automóviles italiano, famoso por el diseño de vehículos muy populares vendidos en todo el mundo.
Un auténtico creador de tendencias que para muchos es sin duda, el mejor diseñador de coches de la historia. Sin embargo, el no quería ser diseñador de coches, y nunca lo habría sido si no hubiera sido rechazado en la que siempre fue su primera opción.
“Me llamo Giorgetto Giugaro y tengo una larga carrera en el diseño. Soy un pintor fracasado y quería ir a la academia de arte, no incorporarme a una gran industria automovilística”. Aun así, dedico su vida al automovilismo y dejo una huella enorme en la industria.
Inició la era del "papel plegado" de los años 1970 donde los automóviles eran diseñados con líneas rectas y bordes agudos. Así como una cantidad de superdeportivos, es el autor del diseño de algunos de los coches más populares de hoy en día vendidos en todo el mundo. Giugiaro creó el primer vehículo multipropósito en 1978, el Lancia Megagamma, que estaba inspirado en el Nissan Prairie, el primer VMP destinado a alcanzar las ventas masivas.
Además de diseñar coches, también estuvo implicado en proyectos como el más reciente teclado de Bontempi, el Minstrel, donde Giugiaro intervino en el diseño de la carcasa. También ha diseñado carcasas de cámaras de fotos para Nikon, el paseo marítimo de Porto Santo Stefano en Monte Argentario, una oferta inusitada para la siguiente generación Macintosh de Apple, y además ha creado una nueva forma para pastas. Ha diseñado también para la empresa española Roca alguna de sus gamas de porcelana sanitaria como la popular "Dama".
Giugiaro fue nombrado Diseñador de Coches del Siglo en 1999 e incluido en el Salón de la Fama del Automóvil en 2002. Fue galardonado con el premio de diseño industrial Compasso d'Oro en seis ocasiones.
Además de coches, Giugiaro diseñó cuerpos de cámara para Nikon, el paseo marítimo de Porto Santo Stefano, en 1983, el órgano de la catedral de Lausana (compuesto por unos 7000 tubos) en 2003,y desarrolló una nueva forma de pasta, "Marille". También diseñó varios modelos de relojes para Seiko, principalmente cronógrafos de carreras, así como muebles de oficina para Okamura Corporation.

## Influencia
Los primeros coches de Giugiaro, como los Alfa Romeo Serie 105/115 Coupés, solían presentar formas arqueadas y curvas de buen gusto, como el De Tomaso Mangusta, el Iso Grifo y el Maserati Ghibli. A finales de los años 60, Giugiaro realizó diseños cada vez más angulares, que culminaron en la era del "papel plegado" de los años 70. A continuación, se introdujeron diseños de líneas rectas, como el BMW M1, el Lotus Esprit S1 y el Maserati Bora. A principios de los años 90, volvió a cambiar de estilo e introdujo un enfoque más curvilíneo con su Lamborghini Calà, el Maserati Spyder y el Ferrari GG50.
Giugiaro es ampliamente conocido por el DMC DeLorean. Este coche, que en su época fue famoso por su diseño único, apareció de forma destacada en la serie de películas de gran éxito de Hollywood Regreso al futuro. Su diseño de mayor éxito comercial fue el Volkswagen Golf Mk1.
En 1976, Giugiaro exploró un nuevo concepto de taxi con el Museo de Arte Moderno (MOMA), que se convirtió en el concepto Lancia Megagamma de 1978. Fiat había encargado el concepto de 1978 a Italdesign, pidiendo un diseño monovolumen multifuncional de 4 metros de largo, techo alto, punto H alto, pero finalmente decidió que el concepto era demasiado arriesgado para la producción. En retrospectiva, el Megagamma fue más influyente que exitoso por derecho propio. Se lo considera la "madre biológica conceptual del movimiento MPV/monovolumen".  Influyó en el diseño de monovolúmenes mini/compactos como el Nissan Prairie (1981) y el Fiat 500L (2011), así como de MPV más grandes, incluidos los monovolúmenes Renault Espace y las minivans de Chrysler.

## Estudios de diseño
- Fiat Special Vehicle Design (1955–1959)[14]
- Bertone (1960 - 1965)[15]
- Ghia (1966 - 1968)
- Studi Italiani Realizzazione Prototipi (SIRP, 1968)[16]
- Italdesign Giugiaro (1968 - 2015)[17][18]
- GFG Style (2015–actualidad)[19][20][21]

## Diseños destacados

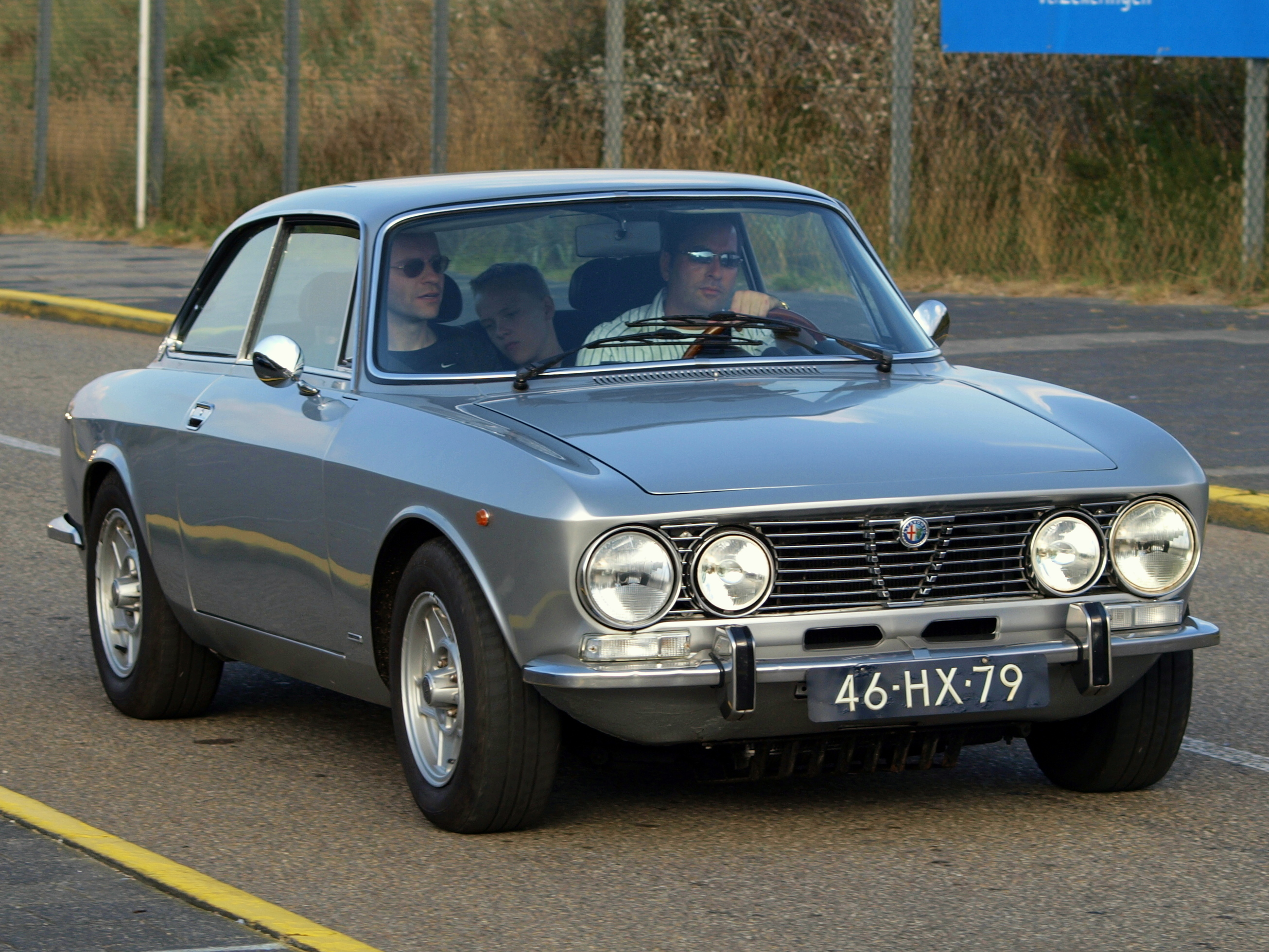
Alfa Romeo Giulia GT (1963)

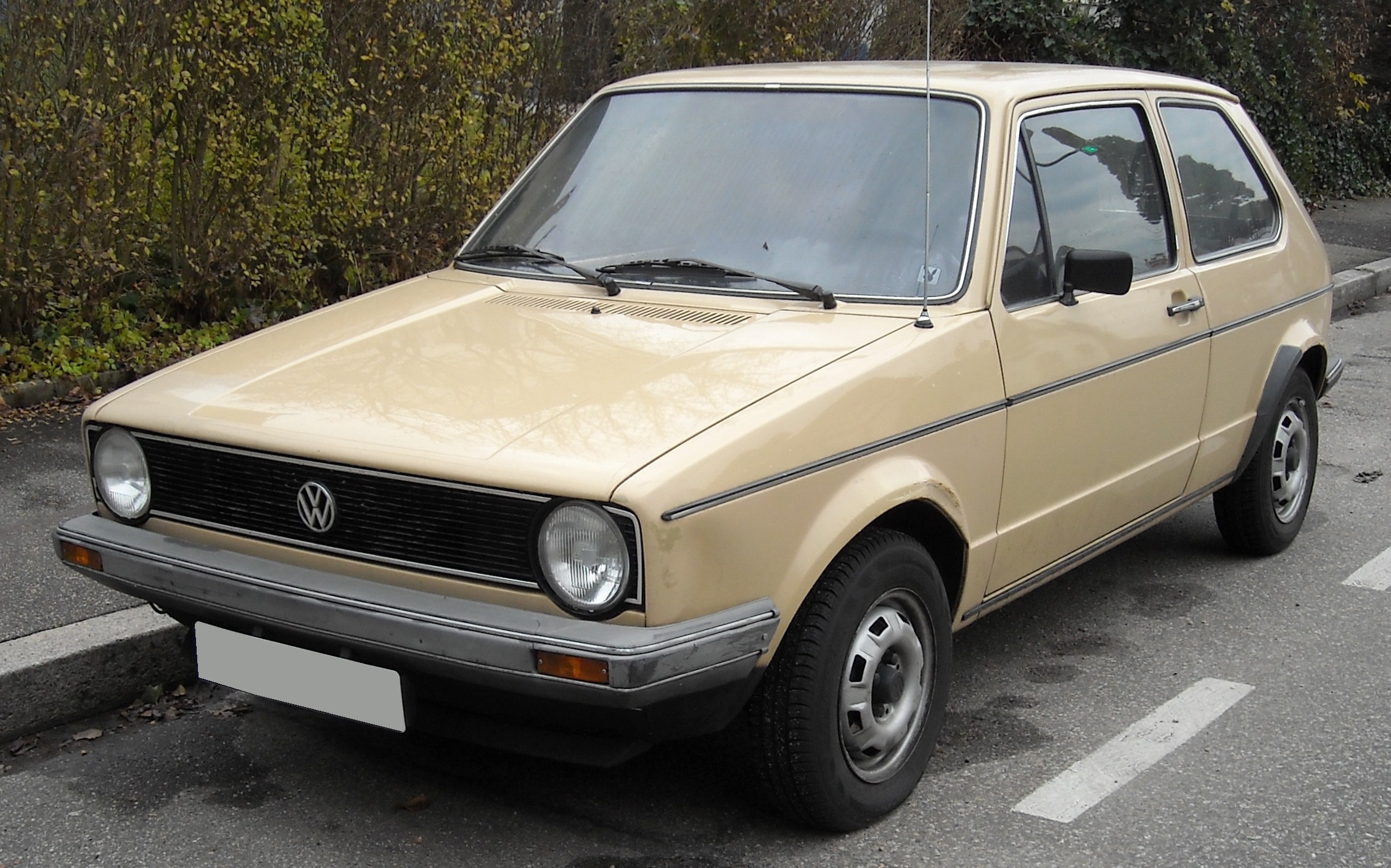
Volkswagen Golf Mk1

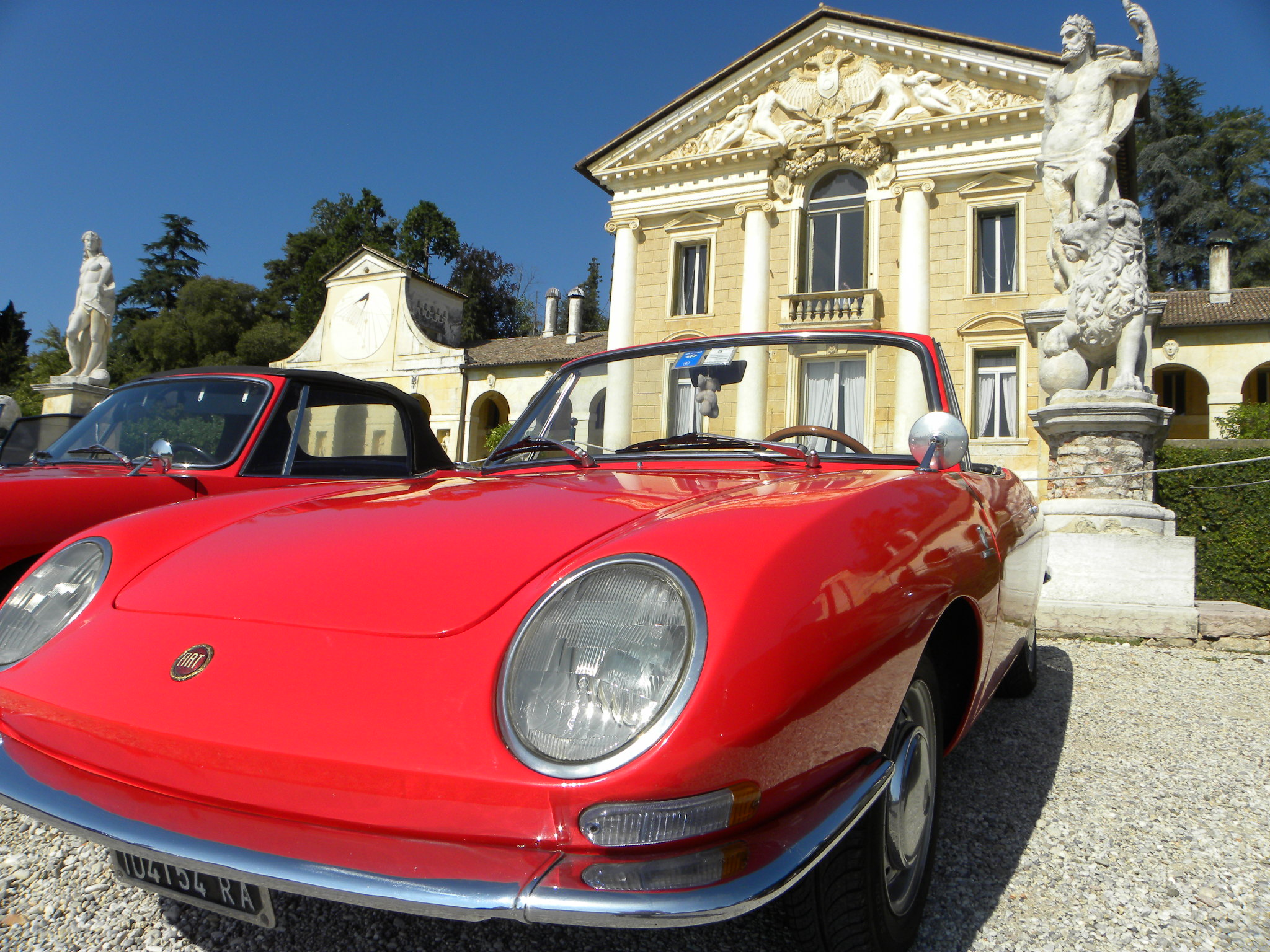
Fiat 850 Spider (1965)

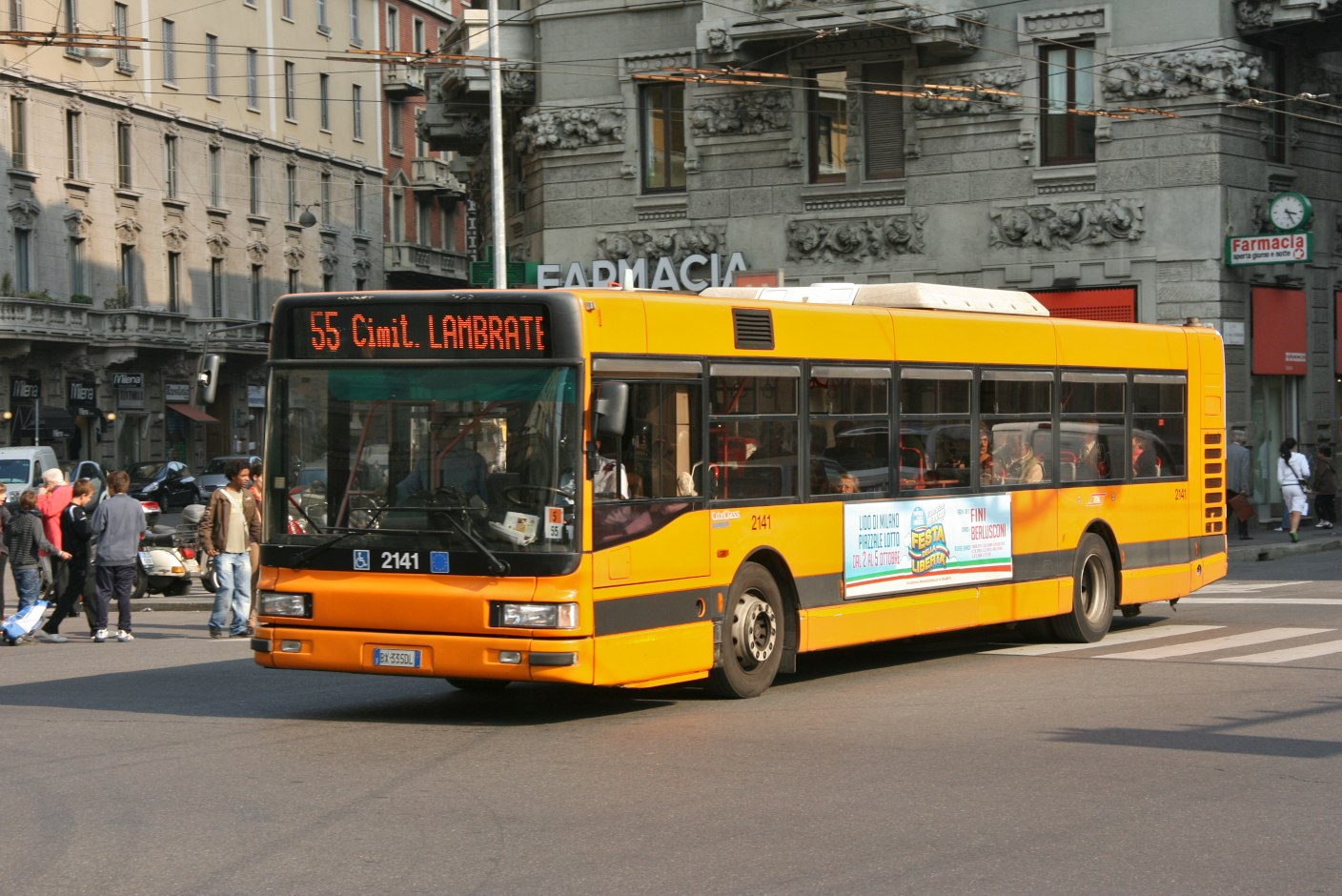
Iveco 491 CityClass italiano original (1996)

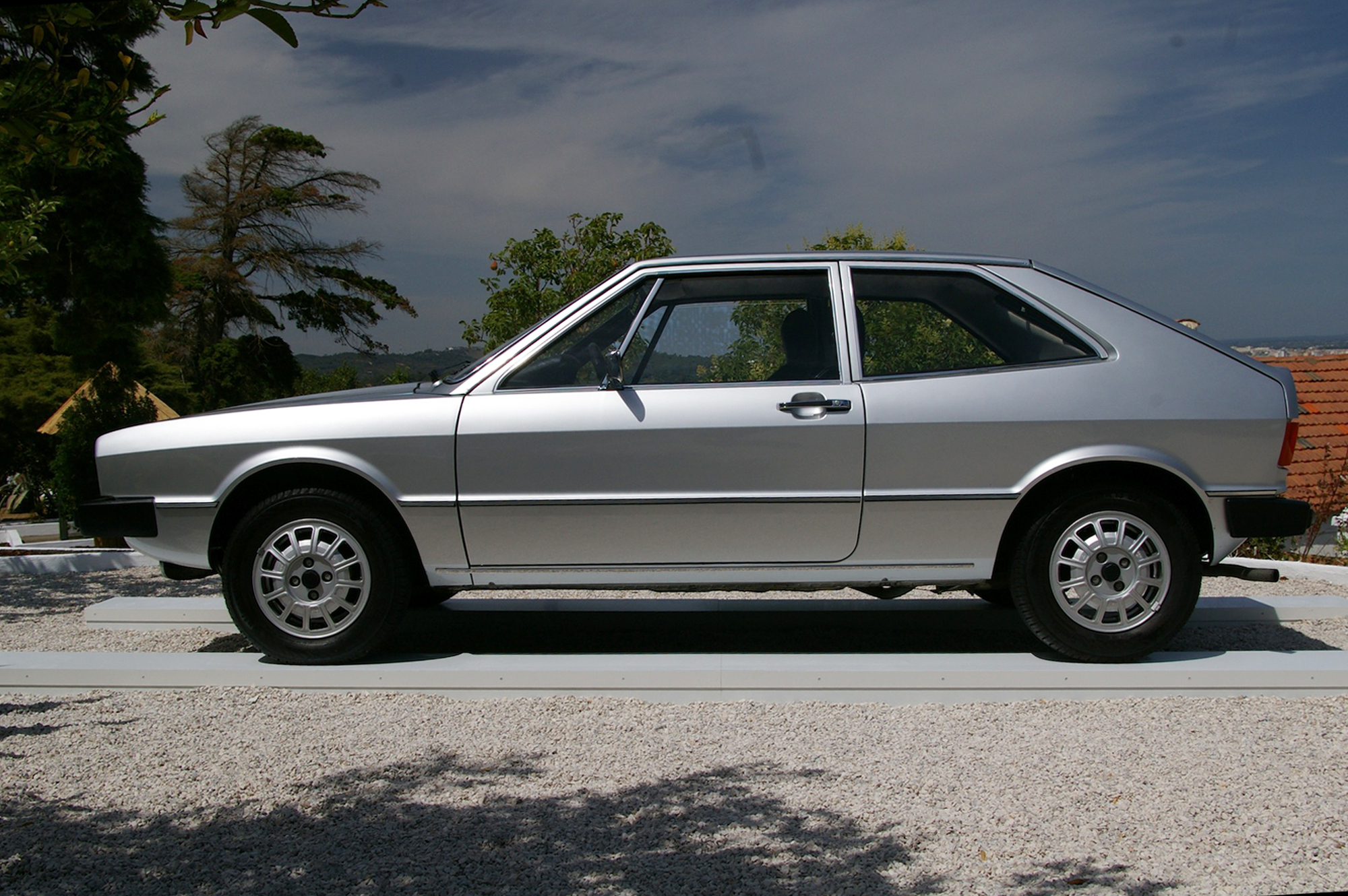
Volkswagen Scirocco Mk1 (1974)

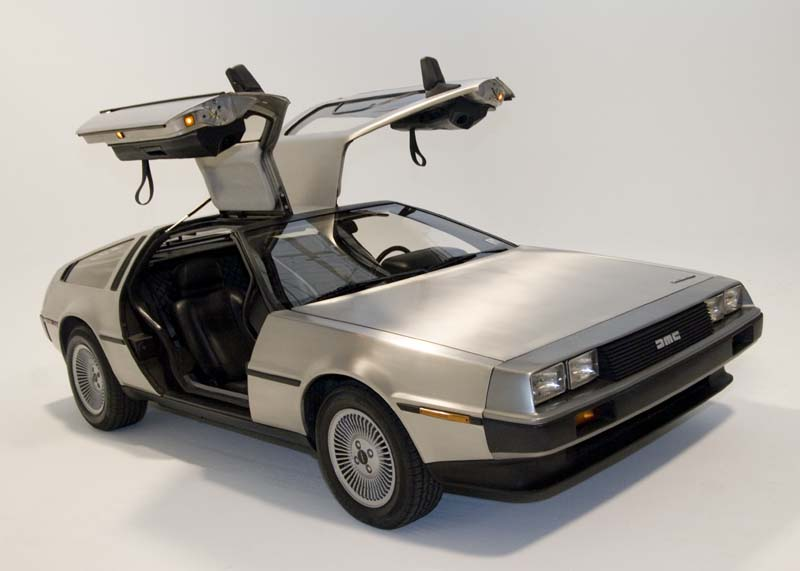
DMC DeLorean (1981)

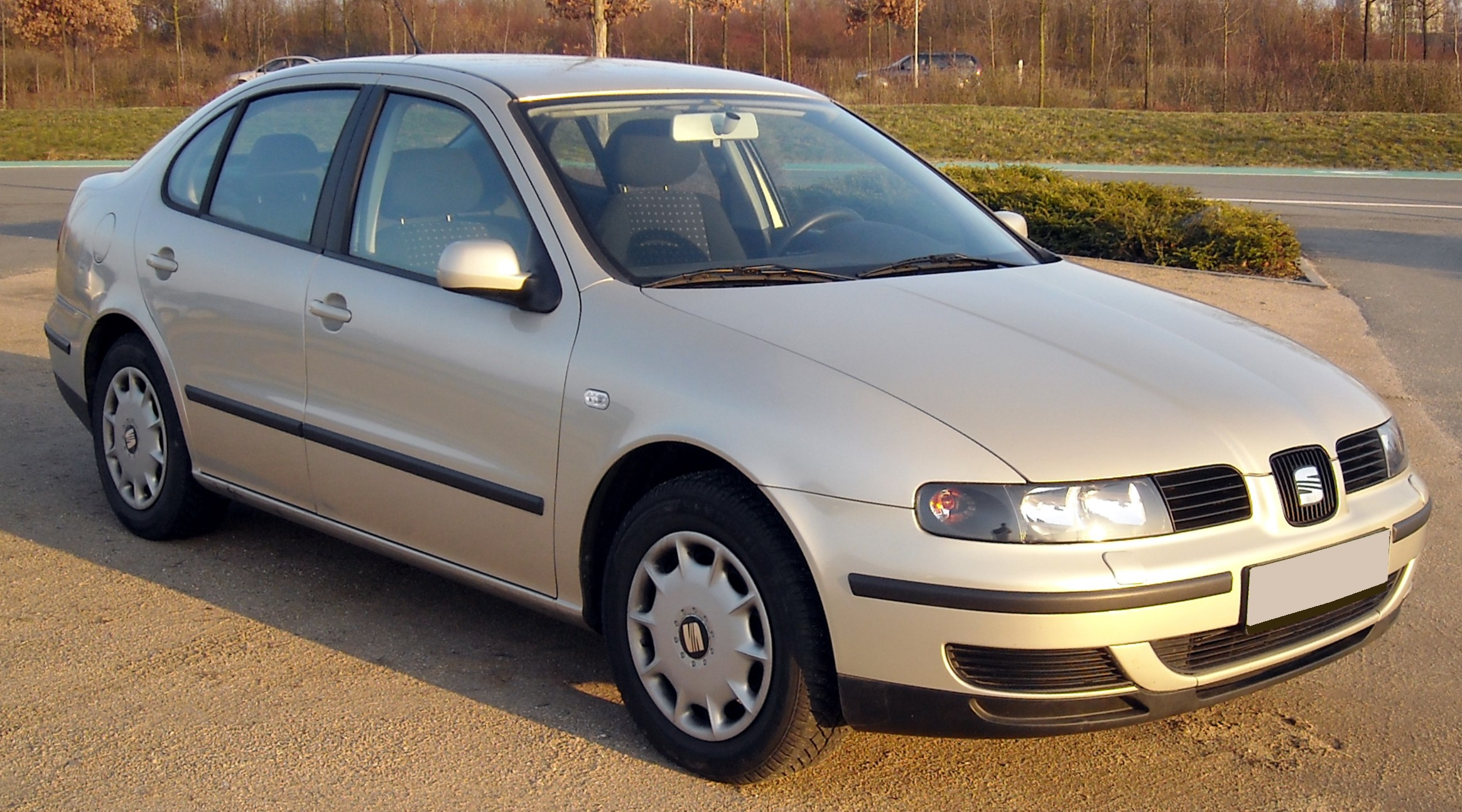
SEAT Toledo (1998)

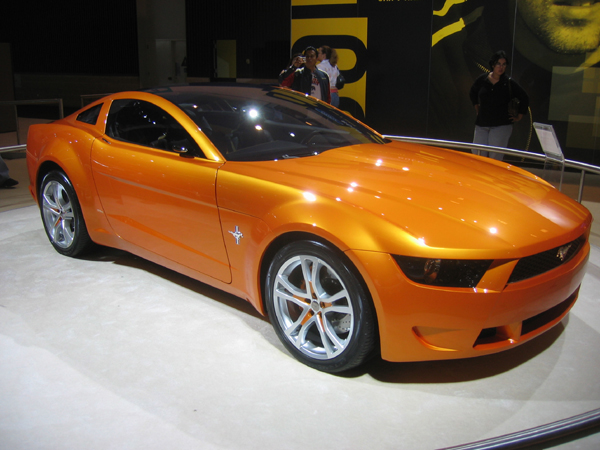
Ford Mustang Giugiaro (2006)

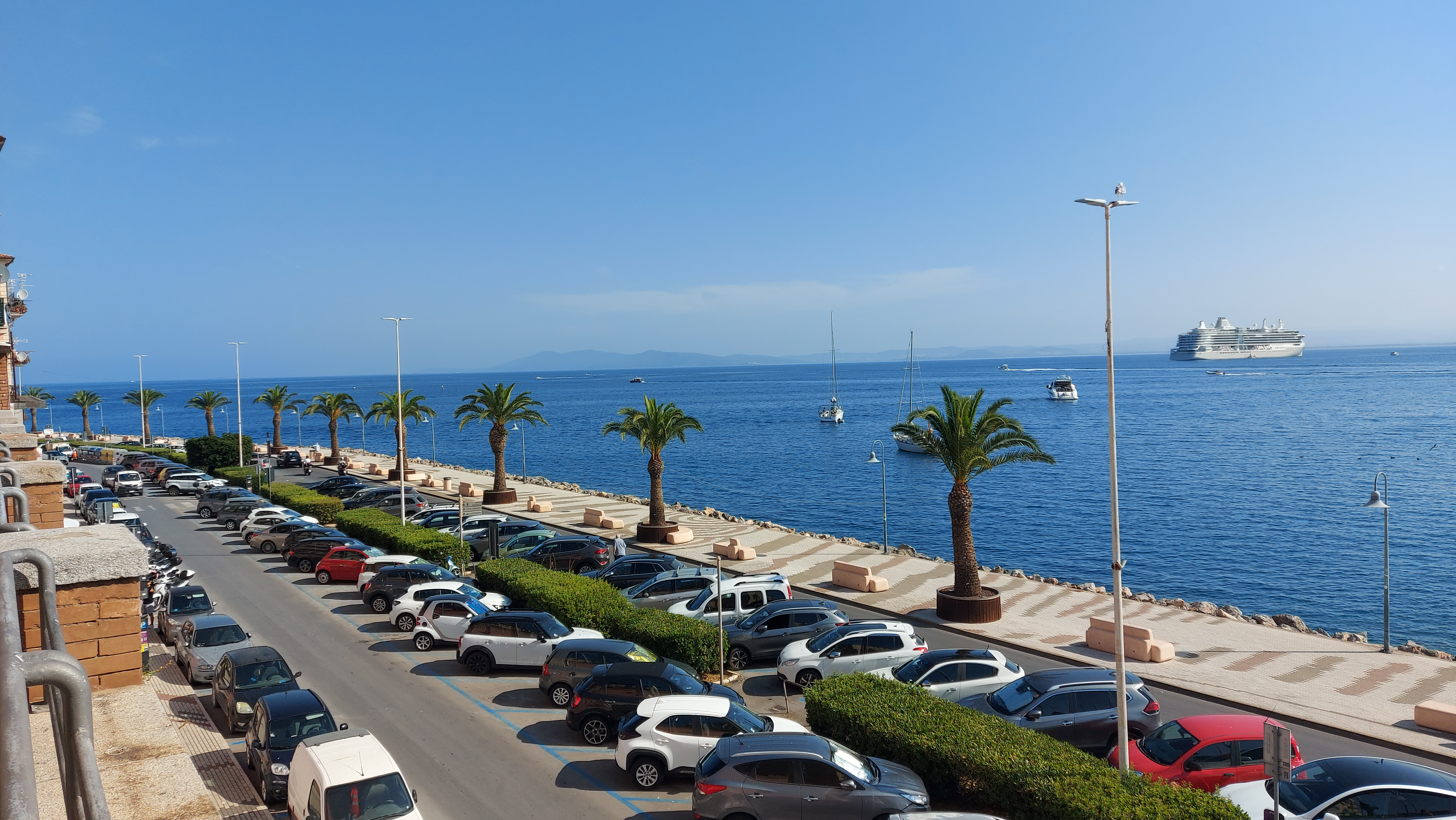
Paseo marítimo de Porto Santo Stefano en Monte Argentario (1983)

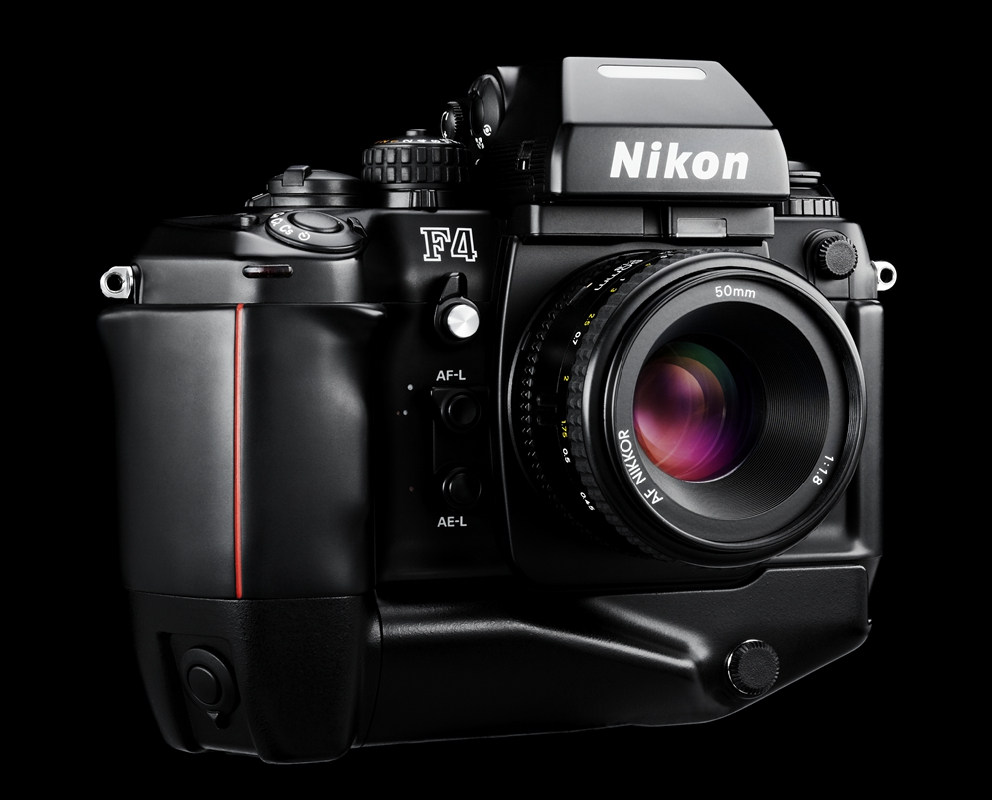
Nikon F4

| - Alfa Romeo - Alfa Romeo Giulia GT (1963) - Alfasud (1972) - Brera (2002) - Alfetta GT/GTV (1974) - Alfa Romeo 156 (2005) - 159 / 159 SW (2006) - AMC - Premier (1988) - Audi - Audi 50 (1974) - Audi 80 (1978) - BMW - BMW M1 (1977) - BMW Nazca C2/M12 (1991) - BMW 3200 CS (1961) - Bugatti Automobiles SAS - Bugatti EB118 (1998) - Bugatti EB218 (1999) - Bugatti 18/3 Chiron (1999) - De Tomaso - De Tomaso Mangusta (1967) - 'DMC' - DMC DeLorean (1981) - Daewoo Motors - Daewoo Matiz (1997) (Ex-Fiat Cinquecento del estudio de diseño Lucciola) - Daewoo Lanos (1997) - Daewoo Leganza (1997) - Daewoo Magnus (2000 y 2003) - Daewoo Kalos (hatchback) (2002) - Daewoo Lacetti (hatchback) (2004) - Ducati (motocicletas) - Ducati 860 GT (1975) - Ferrari - 250 GT Bertone - Ferrari GG50 (2005) - Fiat - 124 Restyling (1978) - Croma (1985) - Croma (2005) - Sedici (2005) - Panda (1980) - Punto (1993) - Uno (1983) - 850 Spider - Fiat Cinquecento - Dino (1967) - Palio/Siena (2001-2004) - Grande Punto (2005) - Ford - Ford Mustang Giugiaro (2006) - Gordon-Keeble GT (1960) - Hyundai - Pony (1974) - Excel (1985) - Sonata (1988) - Stellar (1982) - Iso Rivolta - Iso Grifo (1963) - Iso Fidia - Isuzu - 117 Coupe (1968) - Piazza (1981) | - Iveco (camiones, autobuses, furgonetas, todoterrenos, motores marinos, etc.) - Iveco Eurotech (1993) - Iveco EuroTrakker (1993) - Iveco 491 CityClass (1996) - Iveco MyWay (1999) - Iveco Daily (2006) - Iveco Massif (2007) - Lamborghini - Marco Polo - Calà (1995) - Lancia - Delta (1979) - Prisma (1982) - Thema (1984) - Lexus - Lexus GS (1993) - Lotus - Esprit Concept (1972) - Maserati - Bora (1971) - Ghibli (1966) - Merak (1972) - Quattroporte (1976) - 3200 GT - 4200 Coupe (2002) - Spyder (2002) - Nikon (cámaras fotográficas) - Nikon F3 - Nikon F4 - Nikon F5 - Nikon F6 - Nikon D3 - Renault - 19 (1988) - 21 (1986) - Saab - Saab 9000 (1984) - SEAT - Ibiza I (1984) - Málaga (1985) - Proto T (1989) - Proto TL (1990) - Proto C (1990) - Toledo I (1991) - Concepto T (1992) - Concepto T cabrio (1993) - Ibiza II (1993) - Córdoba I (1993) - Toledo II (1998) - León I (1999) - SsangYong - SsangYong Korando (2012) - Subaru - Subaru Alcyone SVX (1991) - Suzuki - Suzuki SX4 saloon suzuki sc100 - FAW - FAW R7 - Toyota - Toyota Volta - Volkswagen - Passat (1973) - Scirocco (1974) - Golf (1974) - Pointer (1980) - W12 Coupe y Roadster (1997) - ""Vredestein'" Neumáticos - Sportrac 5 (2016) - Yugo - GV, GL, GVL, 45, 55, 60, 65, Ciao, Tempo, Cabrio - Florida - Zastava 10 - Zhonghua - Zhonghua M1/Zhonghua Zunchi (2005) |  |